# Karl Götz (Politiker)

Karl Götz

Heinrich Karl Alois Götz (* 30. März 1888 in München; † 20. Juni 1954 in Hof (Saale)) war ein deutscher Politiker (NSDAP).

## Leben
Nach dem Besuch der Volksschule und einer Präparandenschule schlug Karl Götz die Zahlmeisterlaufbahn ein. Vom 1. Oktober 1906 bis zum 14. April 1920 arbeitete Götz als Hilfszahlmeister. Am 15. April 1920 übernahm er eine Stelle beim Versorgungsamt Nürnberg, später wechselte er nach Bayreuth, wo er als Verwaltungsoberinspektor tätig war.
Zum 1. Juli 1928 trat Götz in die NSDAP ein (Mitgliedsnummer 93.496). Vom Januar 1929 bis 31. Juli 1933 amtierte er als Stadtrat in Bayreuth. Ebenfalls seit dem 1. Januar 1929 war er Gaugerichtsvorsitzender des Gaues Bayerische Ostmark. Am 1. August 1933 wurde Götz schließlich zum III. ehrenamtlichen Bürgermeister von Bayreuth ernannt.
Im Juli 1934 zog Götz im Nachrückverfahren für den am 30. Juni 1934 bei der Röhm-Affäre erschossenen Hans Hayn als Abgeordneter in den nationalsozialistischen Reichstag ein. In diesem vertrat er in der Folge bis zum März 1936 den Wahlkreis 28 (Dresden-Bautzen) beziehungsweise vom 29. März 1936 bis zu seinem vorzeitigen Ausscheiden am 17. März 1942 den Wahlkreis 26 (Franken). Das letztere Mandat wurde anschließend bis Kriegsende von Hans Dotzler weitergeführt.
Nach dem Ende des Zweiten Weltkriegs geriet Götz in amerikanische Gefangenschaft. 1948 wurde ein Spruchkammerverfahren gegen ihn vor der Lagerspruchkammer Garmisch-Partenkirchen durchgeführt. Nach seiner Entlassung aus der Gefangenschaft lebte er in Hof (Saale).